# Seznam olympijských medailistů v šermu mužů – fleret

## Fleret - jednotlivci
| Rok      | Zlato                                   | Stříbro                                            | Bronz                                          |
| -------- | --------------------------------------- | -------------------------------------------------- | ---------------------------------------------- |
| LOH 1896 | Eugène-Henri Gravelotte · Francie (FRA) | Henri Callot · Francie (FRA)                       | Periklis Pierrakos-Mavromichalis · Řecko (GRE) |
| LOH 1900 | Émile Coste · Francie (FRA)             | Henri Masson · Francie (FRA)                       | Marcel Jacques Boulenger · Francie (FRA)       |
| LOH 1904 | Ramón Fonst · Kuba (CUB)                | Albertson Van Zo Post · Kuba (CUB)                 | Charles Tatham · Kuba (CUB)                    |
| LOH 1908 | nebyl na programu LOH                   | nebyl na programu LOH                              | nebyl na programu LOH                          |
| LOH 1912 | Nedo Nadi · Itálie (ITA)                | Pietro Speciale · Itálie (ITA)                     | Richard Verderber · Rakousko (AUT)             |
| LOH 1920 | Nedo Nadi · Itálie (ITA)                | Philippe Cattiau · Francie (FRA)                   | Roger Ducret · Francie (FRA)                   |
| LOH 1924 | Roger Ducret · Francie (FRA)            | Philippe Cattiau · Francie (FRA)                   | Maurice Van Damme · Belgie (BEL)               |
| LOH 1928 | Lucien Gaudin · Francie (FRA)           | Erwin Casmir · Německo (GER)                       | Giulio Gaudini · Itálie (ITA)                  |
| LOH 1932 | Gustavo Marzi · Itálie (ITA)            | Joseph Levis · Spojené státy americké (USA)        | Giulio Gaudini · Itálie (ITA)                  |
| LOH 1936 | Giulio Gaudini · Itálie (ITA)           | Édward Gardère · Francie (FRA)                     | Giorgio Bocchino · Itálie (ITA)                |
| LOH 1948 | Jéhan Buhan · Francie (FRA)             | Christian d'Oriola · Francie (FRA)                 | Lajos Maszlay · Maďarsko (HUN)                 |
| LOH 1952 | Christian d'Oriola · Francie (FRA)      | Edoardo Mangiarotti · Itálie (ITA)                 | Manlio Di Rosa · Itálie (ITA)                  |
| LOH 1956 | Christian d'Oriola · Francie (FRA)      | Giancarlo Bergamini · Itálie (ITA)                 | Antonio Spallino · Itálie (ITA)                |
| LOH 1960 | Viktor Ždanovič · Sovětský svaz (URS)   | Jurij Sisikin · Sovětský svaz (URS)                | Albie Axelrod · Spojené státy americké (USA)   |
| LOH 1964 | Egon Franke · Polsko (POL)              | Jean-Claude Magnan · Francie (FRA)                 | Daniel Revenu · Francie (FRA)                  |
| LOH 1968 | Ionel Drâmbă · Rumunsko (ROU)           | Jenő Kamuti · Maďarsko (HUN)                       | Daniel Revenu · Francie (FRA)                  |
| LOH 1972 | Witold Woyda · Polsko (POL)             | Jenő Kamuti · Maďarsko (HUN)                       | Christian Noël · Francie (FRA)                 |
| LOH 1976 | Fabio Dal Zotto · Itálie (ITA)          | Alexandr Romaňkov · Sovětský svaz (URS)            | Bernard Talvard · Francie (FRA)                |
| LOH 1980 | Vladimir Smirnov · Sovětský svaz (URS)  | Pascal Jolyot · Francie (FRA)                      | Alexandr Romaňkov · Sovětský svaz (URS)        |
| LOH 1984 | Mauro Numa · Itálie (ITA)               | Matthias Behr · Západní Německo (FRG)              | Stefano Cerioni · Itálie (ITA)                 |
| LOH 1988 | Stefano Cerioni · Itálie (ITA)          | Udo Wagner · Německá demokratická republika (GDR)  | Alexandr Romaňkov · Sovětský svaz (URS)        |
| LOH 1992 | Philippe Omnès · Francie (FRA)          | Serhij Holubyckyj · Sjednocený tým (EUN)           | Elvis Gregory · Kuba (CUB)                     |
| LOH 1996 | Alessandro Puccini · Itálie (ITA)       | Lionel Plumenail · Francie (FRA)                   | Franck Boidin · Francie (FRA)                  |
| LOH 2000 | Kim Jong-ho · Jižní Korea (KOR)         | Ralf Bißdorf · Německo (GER)                       | Dmitrij Ševčenko · Rusko (RUS)                 |
| LOH 2004 | Brice Guyart · Francie (FRA)            | Salvatore Sanzo · Itálie (ITA)                     | Andrea Cassarà · Itálie (ITA)                  |
| LOH 2008 | Benjamin Kleibrink · Německo (GER)      | Júki Óta · Japonsko (JPN)                          | Salvatore Sanzo · Itálie (ITA)                 |
| LOH 2012 | Lej Šeng · Čína (CHN)                   | Aláldin Abúelkásim · Egypt (EGY)                   | Čchö Pjung-čchol · Jižní Korea (KOR)           |
| LOH 2016 | Daniele Garozzo · Itálie (ITA)          | Alexander Massialas · Spojené státy americké (USA) | Timur Safin · Rusko (RUS)                      |
| LOH 2020 | Cheung Ka-long · Hongkong ( HKG)        | Daniele Garozzo · Itálie ( ITA)                    | Alexander Choupenitch · Česko (CZE)            |
| LOH 2024 | Cheung Ka-long · Hongkong ( HKG)        | Filippo Macchi · Itálie (ITA)                      | Nick Itkin · Spojené státy americké (USA)      |

## Fleret - družstvo
| Rok       | Zlato | Stříbro | Bronz |
| --------- | --- | --- | --- |
| LOH 1904  | Kuba (CUB) · Ramón Fonst · Albertson Van Zo Post · Manuel Díaz                                                                                      | Spojené státy americké (USA) · Charles Tatham · Charles Townsend · Arthur Fox                                                                                  | Nebyla udělena |
| 1908–1912 | nebyl na programu LOH | nebyl na programu LOH | nebyl na programu LOH |
| LOH 1920  | Itálie (ITA) · Aldo Nadi · Nedo Nadi · Olivier Abelardo · Pietro Speciale · Rodolfo Terlizzi · Oreste Puliti · Tommaso Constantino · Baldo Baldi    | Francie (FRA) · Andrè Labattut · Georges Trombert · Marcel Perrot · Lucien Gaudin · Philippe Cattiau · Roger Ducret · Gaston Amson · Lionel Bony De Castellane | Spojené státy americké (USA) · Francis Honeycutt · Arthur Lyon · Robert Sears · Henry Breckinridge · Harold Rayner                                        |
| LOH 1924  | Francie (FRA) · Lucien Gaudin · Philippe Cattiau · Jacques Coutrot · Roger Ducret · Henri Jobier · Andre Labattut · Guy de Lauget · Josef Peroteaux | Belgie (BEL) · Désire Beurain · Charles Crahay · Orphile Ferdnand De Montigny · Maurice Van Damme · Marcel Berré · Albert de Roocker                           | Maďarsko (HUN) · Laszló Berti · Sándor Pósta · Zoltán Ozoray Schenker · Ödön Tersztyánszky · István Lichteneckert                                         |
| LOH 1928  | Itálie (ITA) · Ugo Pignotti · Giulio Gaudini · Giorgio Pessina · Gioacchino Guaragna · Oreste Puliti · Giorgio Chiavacci                            | Francie (FRA) · Philippe Cattiau · Roger Ducret · André Labattut · Lucien Gaudin · Raymond Flacher · André Gaboriaud                                           | Argentina (ARG) · Roberto Larraz · Raul Anganuzzi · Luis Lucchetti · Hector Lucchetti · Carmelo Camet                                                     |
| LOH 1932  | Francie (FRA) · Édward Gardère · René Bondoux · René Bougnol · René Lemoine · Philippe Cattiau · Jean Piot                                          | Itálie (ITA) · Giulio Gaudini · Gustavo Marzi · Ugo Pignotti · Gioacchino Guaragna · Rodolfo Terlizzi · Giorgio Pessina                                        | Spojené státy americké (USA) · George Charles Calnan · Richard Clarke Steere · Joseph Levis · Dernell Every · Hugh Vincent Alessandroni · Frank Righeimer |
| LOH 1936  | Itálie (ITA) · Giorgio Bocchino · Manlio Di Rosa · Gioacchino Guaragna · Ciro Verratti · Giulio Gaudini · Gustavo Marzi                             | Francie (FRA) · Édward Gardère · André Gardère · Jacques Coutrot · René Bougnol · René Bondoux · René Lemoine                                                  | Německo (GER) · Siegfried Lerdon · August Heim · Erwin Casmir · Julius Eisenecker · Stefan Rosenbauer · Otto Adam                                         |
| LOH 1948  | Francie (FRA) · Adrien Rommel · Christian d'Oriola · Andre Bonin · Jacques Lataste · Jéhan Buhan · René Bougnol                                     | Itálie (ITA) · Saverio Ragno · Renzo Nostini · Manlio Di Rosa · Giorgio Pellini · Edoardo Mangiarotti · Giuliano Nostini                                       | Belgie (BEL) · André Van De Werve De Vorsselaer · Paul Louis Jean Valcke · Raymond Bru · Georges de Bourguignon · Henri Paternoster · Edouard Yves        |
| LOH 1952  | Francie (FRA) · Christian d'Oriola · Jacques Lataste · Jéhan Buhan · Claude Netter · Jacques Noël · Adrien Rommel                                   | Itálie (ITA) · Giancarlo Bergamini · Antonio Spallino · Manlio Di Rosa · Giorgio Pellini · Edoardo Mangiarotti · Renzo Nostini                                 | Maďarsko (HUN) · Endre Palócz · Tibor Berczelly · Endre Tilli · Aladár Gerevich · József Sákovics · Lajos Maszlay                                         |
| LOH 1956  | Itálie (ITA) · Vittorio Lucarelli · Luigi Arturo Carpaneda · Manlio Di Rosa · Giancarlo Bergamini · Antonio Spallino · Edoardo Mangiarotti          | Francie (FRA) · Bernard Baudoux · Rene Coicaud · Claude Netter · Roger Closset · Christian d'Oriola · Jacques Lataste                                          | Maďarsko (HUN) · Lajos Somodi · József Gyuricza · Endre Tilli · József Marosi · Mihály Fülöp · József Sákovics                                            |
| LOH 1960  | Sovětský svaz (URS) · Viktor Ždanovič · Mark Midler · Jurij Rudov · Jurij Sisikin · German Svěšnikov                                                | Itálie (ITA) · Alberto Pellegrino · Luigi Carpaneda · Mario Culetto · Aldo Aureggi · Edoardo Mangiarotti                                                       | Tým sjednoceného Německa (EUA) · Jürgen Theuerkauff · Tim Gerresheim · Eberhard Mehl · Jürgen Brecht                                                      |
| LOH 1964  | Sovětský svaz (URS) · Viktor Ždanovič · Jurij Šarov · Jurij Sisikin · German Svěšnikov · Mark Midler                                                | Polsko (POL) · Witold Woyda · Zbigniew Skrudlik · Ryszard Parulski · Egon Franke · Janusz Rozycki                                                              | Francie (FRA) · Jacky Courtillat · Jean-Claude Magnan · Christian Noël · Daniel Revenu · Pierre Rodocanachi                                               |
| LOH 1968  | Francie (FRA) · Daniel Revenu · Gilles Berolatti · Christian Noël · Jean-Claude Magnan · Jacques Dimont                                             | Sovětský svaz (URS) · German Svěšnikov · Jurij Šadov · Vasilij Stankovič · Viktor Puťatin · Jurij Sisikin                                                      | Polsko (POL) · Witold Woyda · Zbigniew Skrudlik · Ryszard Parulski · Egon Franke · Adam Lisewski                                                          |
| LOH 1972  | Polsko (POL) · Marek Dabrowski · Jerzy Kaczmarek · Lech Koziejowski · Witold Woyda · Arkadiusz Godel                                                | Sovětský svaz (URS) · Vladimir Děnisov · Anatolij Kotecev · Leonid Romanov · Vasilij Stankovič · Viktor Puťatin                                                | Francie (FRA) · Jean-Claude Magnan · Christian Noël · Daniel Revenu · Bernard Talvard · Gilles Berolatti                                                  |
| LOH 1976  | Západní Německo (FRG) · Matthias Behr · Thomas Bach · Harald Hein · Klaus Reichert · Erik Sens-Gorius                                               | Itálie (ITA) · Fabio Dal Zotto · Carlo Montano · Stefano Simoncelli · Giovanni Battista Coletti · Attilio Calatroni                                            | Francie (FRA) · Christian Noël · Bernard Talvard · Didier Flament · Frédéric Pietruszka · Daniel Revenu                                                   |
| LOH 1980  | Francie (FRA) · Didier Flament · Pascal Jolyot · Bruno Boscherie · Philippe Bonin · Frédéric Pietruszka                                             | Sovětský svaz (URS) · Alexandr Romaňkov · Vladimir Smirnov · Sarbizhan Ruziev · Ashot Karagian · Vladimir Lapitsky                                             | Polsko (POL) · Adam Robak · Bogusław Zych · Lech Koziejowski · Marian Sypniewski                                                                          |
| LOH 1984  | Itálie (ITA) · Mauro Numa · Andrea Borella · Stefano Cerioni · Angelo Scuri · Andrea Cipressa                                                       | Západní Německo (FRG) · Matthias Behr · Mathias Gey · Harald Hein · Frank Beck · Klaus Reichert                                                                | Francie (FRA) · Philippe Omnès · Patrick Groc · Frédéric Pietruszka · Pascal Jolyot · Marc Cerboni                                                        |
| LOH 1988  | Sovětský svaz (URS) · Vladimir Aptiaouri · Anvar Ibraguimov · Boris Koretsky · Ilgar Mamedov · Alexandr Romaňkov                                    | Západní Německo (FRG) · Matthias Behr · Thomas Endres · Mathias Gey · Ulrich Schreck · Thorsten Wiedner                                                        | Maďarsko (HUN) · István Busa · Zsolt Érsek · Róbert Gátai · Pál Szekeres · István Szelei                                                                  |
| LOH 1992  | Německo (GER) · Udo Wagner · Ulrich Schreck · Thorsten Weidner · Alexander Koch · Ingo Weißenborn                                                   | Kuba (CUB) · Elvis Gregory · Guillermo Betancourt Scull · Oscar García Perez · Tulio Diaz Babier · Hermenegildo Garcia Marturell                               | Polsko (POL) · Marian Sypniewski · Piotr Kiełpikowski · Adam Krzesiński · Cezary Siess · Ryszard Sobczak                                                  |
| LOH 1996  | Rusko (RUS) · Dmitrij Ševčenko · Ilgar Mamedov · Vladislav Pavlovič                                                                                 | Polsko (POL) · Piotr Kielpikowski · Adam Krzesinski · Ryszard Sobczak · Jarosław Rodzewicz                                                                     | Kuba (CUB) · Elvis Gregory · Rolando Leon · Oscar García Perez                                                                                            |
| LOH 2000  | Francie (FRA) · Jean-Noël Ferrari · Brice Guyart · Patrice Lhôtellier · Lionel Plumenail                                                            | Čína (CHN) · Tung Čao-č' · Wang Chaj-pin · Jie Čchung · Čang Ťie                                                                                               | Itálie (ITA) · Daniele Crosta · Gabriele Magni · Salvatore Sanzo · Matteo Zennaro                                                                         |
| LOH 2004  | Itálie (ITA) · Andrea Cassarà · Salvatore Sanzo · Simone Vanni                                                                                      | Čína (CHN) · Dong Zhaozhi · Wang Chaj-pin · Wu Chan-siung · Ye Chong                                                                                           | Rusko (RUS) · Renal Ganějev · Jurij Molčan · Ruslan Nasibullin · Vjačeslav Pozdňakov                                                                      |
| LOH 2008  | nebyl na programu LOH | nebyl na programu LOH | nebyl na programu LOH |
| LOH 2012  | Itálie (ITA) · Valerio Aspromonte · Giorgio Avola · Andrea Baldini · Andrea Cassarà                                                                 | Japonsko (JPN) · Suguru Awaji · Kenta Chida · Ryo Miyake · Júki Óta                                                                                            | Německo (GER) · Peter Joppich · Sebastian Bachmann · Benjamin Kleibrink · André Weßels                                                                    |
| LOH 2016  | Rusko (RUS) · Timur Safin · Artur Achmatchuzin · Alexej Čeremisinov                                                                                 | Francie (FRA) · Jérémy Cadot · Enzo Lefort · Erwann Le Péchoux                                                                                                 | Spojené státy americké (USA) · Miles Chamley-Watson · Race Imboden · Alexander Massialas · Gerek Meinhardt                                                |
| LOH 2020  | Francie (FRA) · Enzo Lefort · Erwann Le Péchoux · Julien Mertine · Maxime Pauty                                                                     | Sportovci ROV (ROC) · Anton Borodachev · Kirill Borodachev · Vladislav Mylnikov · Timur Safin                                                                  | Spojené státy americké (USA) · Race Imboden · Nick Itkin · Alexander Massialas · Gerek Meinhardt                                                          |
| LOH 2024  | Japonsko (JPN) · Kjosuke Macujama · Takahiro Šikine · Kazuki Iimura · Judai Nagano                                                                  | Itálie (ITA) · Guillaume Bianchi · Filippo Macchi · Tommaso Marini · Alessio Foconi                                                                            | Francie (FRA) · Maximilien Chastanet · Maxime Pauty · Enzo Lefort · Julien Mertine                                                                        |